# Bodotria alata
Bodotria alata är en kräftdjursart som beskrevs av Mihai Bacescu och Zarui Muradian 1975. Bodotria alata ingår i släktet Bodotria och familjen Bodotriidae. Inga underarter finns listade i Catalogue of Life.